# 徳島県第3区
徳島県第3区（とくしまけんだい3く）は、日本の衆議院における選挙区。1994年の公職選挙法改正で設置。2002年（平成14年）に一部区割りの見直しが行われ、2013年に廃止された。

## 区域
2013年（平成25年）公職選挙法改正により廃止され、1区と2区の各一部となる。

### 2002年から2013年までの区域
2002年（平成14年）公職選挙法改正から2013年の小選挙区改定までの区域は以下のとおりである。
- 小松島市
- 阿南市
- 勝浦郡
- 名西郡
- 那賀郡
- 海部郡
- 麻植郡
- 美馬郡
  - 半田町
  - 貞光町
  - 一宇村
  - 穴吹町
  - 木屋平村

### 2002年以前の区域
1994年（平成6年）公職選挙法改正から2002年の小選挙区改定までの区域は以下のとおりである。
- 小松島市
- 阿南市
- 勝浦郡
- 名西郡
- 那賀郡
- 海部郡
- 麻植郡

## 歴史
小選挙区制導入後の初選挙である第41回では、旧中選挙区時代最後の総選挙で初当選した岩浅嘉仁が続けて議席を確保。徳島県が四国では珍しく選挙区選出議員のうち野党議員が過半数を占めたことに危機感を募らせた（この間いったん自由党が与党入りしていた時期もあったが）自民党は第42回に後藤田正晴を大叔父に持つ後藤田正純を送り込み、議席を奪取。岩浅はこの選挙の敗北で国政からは引退。（後に阿南市長に転身。）その後の選挙では後藤田が安定した戦いを進め、議席を守っている。第45回では自民党に猛烈な逆風が吹き荒れて大接戦となり、約1200票差という僅差で選挙区の議席は死守したものの、仁木の比例復活を許した。第46回では自民党優位の状況下で後藤田が圧勝し、仁木は比例復活もできずに落選した。
2013年の区割変更に伴い、当選挙区は廃止された。ただし、後藤田対仁木の対決は第47回以降の新1区に引き継がれる形になった。

## 小選挙区選出議員
| 選挙名                 | 年     | 当選者     | 党派       |
| ---------------------- | ------ | ---------- | ---------- |
| 第41回衆議院議員総選挙 | 1996年 | 岩浅嘉仁   | 新進党     |
| 第42回衆議院議員総選挙 | 2000年 | 後藤田正純 | 自由民主党 |
| 第43回衆議院議員総選挙 | 2003年 | 後藤田正純 | 自由民主党 |
| 第44回衆議院議員総選挙 | 2005年 | 後藤田正純 | 自由民主党 |
| 第45回衆議院議員総選挙 | 2009年 | 後藤田正純 | 自由民主党 |
| 第46回衆議院議員総選挙 | 2012年 | 後藤田正純 | 自由民主党 |

## 選挙結果
時の内閣：野田第3次改造内閣 解散日：2012年11月16日 公示日：2012年12月4日 （全国投票率：59.32%（9.96%））
| 当落 | 候補者名   | 年齢 | 所属党派   | 新旧 | 得票数   | 得票率 | 惜敗率 | 推薦・支持   | 重複 |
| ---- | ---------- | ---- | ---------- | ---- | -------- | ------ | ------ | ------------ | ---- |
| 当   | 後藤田正純 | 43   | 自由民主党 | 前   | 70,197票 | 53.76% | ――     | 公明党推薦   | ○    |
|      | 仁木博文   | 46   | 民主党     | 前   | 50,803票 | 38.90% | 72.37% | 国民新党推薦 | ○    |
|      | 谷内智和   | 32   | 日本共産党 | 新   | 6,191票  | 4.74%  | 8.82%  |              |      |
|      | 小松由佳   | 30   | 幸福実現党 | 新   | 3,395票  | 2.60%  | 4.84%  |              |      |

時の内閣：麻生内閣 解散日：2009年7月21日 公示日：2009年8月18日 （全国投票率：69.28%（1.77%））
| 当落 | 候補者名   | 年齢 | 所属党派   | 新旧 | 得票数   | 得票率 | 惜敗率 | 推薦・支持   | 重複 |
| ---- | ---------- | ---- | ---------- | ---- | -------- | ------ | ------ | ------------ | ---- |
| 当   | 後藤田正純 | 40   | 自由民主党 | 前   | 81,581票 | 49.78% | ――     |              | ○    |
| 比当 | 仁木博文   | 43   | 民主党     | 新   | 80,359票 | 49.04% | 98.50% | 国民新党推薦 | ○    |
|      | 小松由佳   | 27   | 幸福実現党 | 新   | 1,938票  | 1.18%  | 2.38%  |              |      |

時の内閣：第2次小泉改造内閣 解散日：2005年8月8日 公示日：2005年8月30日 （全国投票率：67.51%（7.65%））
| 当落 | 候補者名   | 年齢 | 所属党派   | 新旧 | 得票数   | 得票率 | 惜敗率 | 推薦・支持 | 重複 |
| ---- | ---------- | ---- | ---------- | ---- | -------- | ------ | ------ | ---------- | ---- |
| 当   | 後藤田正純 | 36   | 自由民主党 | 前   | 88,581票 | 57.27% | ――     |            | ○    |
|      | 仁木博文   | 39   | 民主党     | 新   | 60,063票 | 38.84% | 67.81% |            | ○    |
|      | 青木利男   | 61   | 日本共産党 | 新   | 6,017票  | 3.89%  | 6.79%  |            |      |

時の内閣：第1次小泉第2次改造内閣 解散日：2003年10月10日 公示日：2003年10月28日 （全国投票率：59.86%（2.63%））
| 当落 | 候補者名   | 年齢 | 所属党派   | 新旧 | 得票数   | 得票率 | 惜敗率 | 推薦・支持 | 重複 |
| ---- | ---------- | ---- | ---------- | ---- | -------- | ------ | ------ | ---------- | ---- |
| 当   | 後藤田正純 | 34   | 自由民主党 | 前   | 85,671票 | 60.01% | ――     |            | ○    |
|      | 仁木博文   | 37   | 民主党     | 新   | 49,411票 | 34.61% | 57.68% |            | ○    |
|      | 久保孝之   | 40   | 日本共産党 | 新   | 7,687票  | 5.38%  | 8.97%  |            |      |

時の内閣：第1次森内閣 解散日：2000年6月2日 公示日：2000年6月13日 （全国投票率：62.49%（2.84%））
| 当落 | 候補者名   | 年齢 | 所属党派   | 新旧 | 得票数   | 得票率 | 惜敗率 | 推薦・支持 | 重複 |
| ---- | ---------- | ---- | ---------- | ---- | -------- | ------ | ------ | ---------- | ---- |
| 当   | 後藤田正純 | 30   | 自由民主党 | 新   | 77,301票 | 53.59% | ――     |            | ○    |
|      | 岩浅嘉仁   | 45   | 自由党     | 前   | 55,422票 | 38.42% | 71.70% |            |      |
|      | 久保孝之   | 36   | 日本共産党 | 新   | 11,520票 | 7.99%  | 14.90% |            |      |

時の内閣：第1次橋本内閣 解散日：1996年9月27日 公示日：1996年10月8日 （全国投票率：59.65%（8.11%））
| 当落 | 候補者名 | 年齢 | 所属党派   | 新旧 | 得票数   | 得票率 | 惜敗率 | 推薦・支持 | 重複 |
| ---- | -------- | ---- | ---------- | ---- | -------- | ------ | ------ | ---------- | ---- |
| 当   | 岩浅嘉仁 | 41   | 新進党     | 前   | 64,762票 | 47.61% | ――     |            |      |
|      | 三木申三 | 68   | 自由民主党 | 新   | 61,113票 | 44.93% | 94.37% |            | ○    |
|      | 久米誠司 | 54   | 日本共産党 | 新   | 10,138票 | 7.45%  | 15.65% |            |      |